# Craig Biggio
Craig Alan Biggio (ur. 14 grudnia 1965) – amerykański baseballista, który występował na pozycji łapacza, drugobazowego i zapolowego przez 20 sezonów w Houston Astros.

## Kariera zawodnicza
Biggio studiował na Seton Hall University, gdzie w latach 1985–1987 grał w drużynie uniwersyteckiej Seton Hall Tigers na pozycji łapacza, z którą zdobył mistrzostwo Big East Conference w 1987. W czerwcu 1987 został wybrany w pierwszej rundzie draftu przez Houston Astros i początkowo grał w klubach farmerskich tego zespołu, między innymi w Tucson Toros, reprezentującym poziom Triple-A. W Major League Baseball zadebiutował 26 czerwca 1988 w meczu przeciwko San Francisco Giants, w którym skradł bazę i zdobył runa. Rok później po raz pierwszy otrzymał nagrodę Silver Slugger Award, zaś w 1991 po raz pierwszy zagrał w Meczu Gwiazd.
Przez pierwsze cztery lata występów w MLB, grał głównie na pozycji łapacza, jednak podczas spring training 1992 roku został przekwalifikowany na drugobazowego, głównie w celu odciążenia nóg. W sezonie 1994 zaliczył najwięcej w National League double'ów (44), skradł najwięcej baz (39) i po raz pierwszy zdobył Złotą Rękawicę. Po rozegraniu 1800 meczów bez figurowania na liście niedostępnych graczy, 1 sierpnia 2000 w meczu przeciwko Florida Marlins odniósł kontuzję kolana, która wykluczyła go z gry do końca sezonu. Po przyjściu do zespołu w 2003 drugobazowego Jeffa Kenta, Biggio został przesunięty na zapole, jednak gdy Kent odszedł do dwa sezony później do Los Angeles Dodgers, Biggio powrócił na drugą bazę.
W 2005 Biggio po raz pierwszy w karierze wystąpił w World Series, jednak Astros przegrali z Chicago White Sox w czterech meczach. 28 czerwca 2007 w meczu z Colorado Rockies rozegranym na Minute Maid Park, zaliczył 3000. uderzenie w MLB i został 27. zawodnikiem w historii ligi, który tego dokonał. Po raz ostatni zagrał 30 września 2007.

## Uhonorowanie
17 sierpnia 2008 wziął udział w ceremonii zastrzeżenia przez klub numeru 7, z którym występował podczas swojej kariery. W 2015 został uhonorowany członkostwem w Baseball Hall of Fame.

## Nagrody i wyróżnienia
| Nagroda/wyróżnienie          | Lata                                     | Źródło |
| 7× All-Star                  | 1991, 1992, 1994, 1995, 1996, 1997, 1998 | [ 2 ]  |
| 4× Gold Glove Award          | 1994, 1995, 1996, 1997                   | [ 2 ]  |
| 5× Silver Slugger Award      | 1989, 1994, 1995, 1997, 1998             | [ 2 ]  |
| Roberto Clemente Award       | 2007                                     | [ 11 ] |
| 3000 hit club                |                                          | [ 8 ]  |
| Baseball Hall of Fame        | od 2015                                  | [ 10 ] |
| # 7 zastrzeżony przez Astros | 2008                                     | [ 9 ]  |